# Edward Moore (cónego de Windsor)
Exmo. Edward George Moore MA (1798 - 8 de fevereiro de 1876) foi um cónego de Windsor de 1834 a 1876.

## Carreira
Ele foi educado no St John's College, Cambridge e formou-se MA em 1822.
Ele foi nomeado:
- Reitor de West Ilsley, Berkshire.

Ele foi nomeado para a décima primeira bancada da Capela de São Jorge, Castelo de Windsor em 1834, e manteve a posição até 1876.